# Noah Luke
Noah Luke ist ein US-amerikanischer Filmregisseur, Kameramann, Filmproduzent sowie ehemaliger Kinderdarsteller und Synchronsprecher.

## Leben
Luke besuchte von 2007 bis 2011 die Grover Cleveland High School. Von 1997 bis einschließlich 2007 war er als Schauspieler und Synchronsprecher tätig. Ab Mitte der 2010er Jahre sammelte er in verschiedenen Filmstudios praktische Erfahrungen. Seit 2015 ist er als selbstständiger Filmschaffender tätig. Seit dem Jahr 2020 folgten filmschaffende Tätigkeiten für das Filmstudio The Asylum. In diesem Jahr war er als Kameramann für die Filme Collision Earth – Game Over, Asteroid-a-Geddon – Der Untergang naht und Airliner Sky Battle verantwortlich. 2021 führte er unter anderem Regie für den Film Jungle Run – Das Geheimnis des Dschungelgottes. 2022 folgte Regie bei den Filmen Moon Crash, Thor: God of Thunder, Alien Space Battle und Battle for Pandora. Er übernahm jeweils auch die Hauptverantwortung für die Kamera.

## Filmografie (Auswahl)

### Regie
- 2013: A Very Fratty Valentine's Day (Kurzfilm)
- 2014: Kleptos (Kurzfilm)
- 2021: Jungle Run – Das Geheimnis des Dschungelgottes (Jungle Run)
- 2022: Moon Crash
- 2022: Thor: God of Thunder
- 2022: Alien Space Battle (Attack on Titan)
- 2022: Battle for Pandora
- 2023: Doomsday Meteor

### Kamera
- 2013: A Very Fratty Valentine's Day (Kurzfilm)
- 2013: Series Regular (Fernsehserie)
- 2014: Kleptos (Kurzfilm)
- 2014: Reconciled (Kurzfilm)
- 2014: Taking the Lead (Kurzfilm)
- 2018: Evan Hawk's Music Video Series (Miniserie, 3 Episoden)
- 2018: Dancing Queen (Fernsehserie, 3 Episoden)
- 2018: Nazi Overlord
- 2018: I'm Coming Home (Fernsehserie)
- 2019: Decentered (Fernsehfilm)
- 2019: LadyGang (Fernsehserie, 3 Episoden)
- 2019: Nazis on Drugs: Hitler and the Blitzkrieg (Fernsehdokumentation)
- 2019: Clown
- 2019: Rock the Block (Fernsehserie, Episode 1x01)
- 2020: Collision Earth – Game Over (Collision Earth, Fernsehfilm)
- 2020: Help! I Wrecked My House (Fernsehserie, 6 Episoden)
- 2020: Asteroid-a-Geddon – Der Untergang naht (Asteroid-a-Geddon)
- 2020: Life After the Navigator (Dokumentation)
- 2020: Airliner Sky Battle
- 2020–2021: Struggle Gourmet (Fernsehserie, 5 Episoden)
- 2021: In 90 Tagen zum Altar (90 Day Fiancé, Fernsehserie, Episode 8x19)
- 2021: Homemade Astronauts (Fernsehserie, 2 Episoden)
- 2021: Explant (Dokumentation)
- 2021: Jungle Run – Das Geheimnis des Dschungelgottes (Jungle Run)
- 2021: Fast Vengeance
- 2021: Rebels of WW II
- 2021: Big Texas Fix (Fernsehserie, 5 Episoden)
- 2022: Moon Crash
- 2022: Restaurant Rivals: Irvine vs. Taffer (Fernsehserie, 3 Episoden)
- 2022: Titanic 666
- 2022: Thor: God of Thunder
- 2022: Alien Space Battle (Attack on Titan)
- 2022: Battle for Pandora
- 2022: College Hill: Celebrity Edition (Fernsehserie, 8 Episoden)
- 2022: Move or Improve (Fernsehserie)
- 2023: Doomsday Meteor

### Produktion
- 2014: Kleptos (Kurzfilm)
- 2021: Big Texas Fix (Fernsehserie, 5 Episoden)

### Schauspiel
- 2003: The Bernie Mac Show (Fernsehserie, Episode 2x13)
- 2003: Seabiscuit – Mit dem Willen zum Erfolg (Seabiscuit)
- 2003: George Lopez (Fernsehserie, Episode 3x09)
- 2005: All Souls Day: Dia de los muertos
- 2006: Alle hassen Chris (Everybody Hates Chris, Fernsehserie, Episode 2x03)

### Synchronisationen
- 2000: Disneys Große Pause (Recess, Zeichentrickserie, Episode 3x16)
- 2001: Lloyd im All (Lloyd in Space, Zeichentrickserie, Episode 1x10)
- 2001: Die Monster AG (Monsters, Inc., Animationsfilm)
- 2002: Mickys Clubhaus (House of Mouse, Zeichentrickserie, Episode 3x04)
- 2003: Findet Nemo (Finding Nemo, Animationsfilm)
- 2007: Avatar – Der Herr der Elemente (Avatar: The Last Airbender, Zeichentrickserie, Episode 3x02)